# 桜あいね
桜 あいね（さくら あいね）は日本の女性声優。主にアダルトゲームの登場人物の声を演じている。

## 人物
2014年1月に発売されたLump of Sugarの『世界と世界の真ん中で』でメインヒロインたる「近江小々路」役を演じ、デビューした。
「桜あいね」という芸名のうち、「桜」という姓は花の桜が好きなこととデビュー作ということで始まりの印象を持つという理由で付けた。「あいね」という名は音楽を愛するという意味で最初は「愛音」とするつもりだったが、画数的にひらがなのほうがよかったので「あいね」になった。
2015年に発売されたフロントウイングの『果つることなき未来ヨリ』でサブキャラクター「ガレーネ」役を受けた後、2016年に発売されるまどそふとの『ワガママハイスペック』、2017年に発売される続編『ワガママハイスペックOC』でヒロインの一人「桜木・R・アーシェ」役を担当する。
2018年発売のPetit lingeの処女作『ロスト・エコーズ』ではメインヒロインの「立花結佳」役とその過去「立花誾千代」役を担当している。

## 出演作品
2013年
- ラブレプリカ

2014年
- 世界と世界の真ん中で（近江 小々路[2]）

2015年
- 果つることなき未来ヨリ（ガレーネ[3]）

2016年
- ワガママハイスペック（桜木・R・アーシェ[4]）

2017年
- ワガママハイスペックOC（桜木・R・アーシェ）

2018年
- ロスト・エコーズ（立花 結佳[5]、立花 誾千代[6]）